# Académie nationale musicale Lyssenko de Lviv
L'Académie nationale musicale Lyssenko de Lviv, ou Conservatoire de musique de Lviv, est un établissement d'État ukrainien de formation musicale supérieure fondé en 1854. Il dépend du ministère de la Culture d'Ukraine. L'Académie est nommée en l'honneur du compositeur ukrainien Mykola Lyssenko, en 1903.

## Historique
Dans les années 1820, sous l'impulsion de Franz Xaver Wolfgang Mozart fut créé l'Institut de chant Sainte-Cécile sur la base duquel est fondée la société musicale de Galicie, puis, la société musicale polonaise et enfin, en 1954, le conservatoire renommé plus tard en académie.
L'académie occupe le bâtiment de l'ancien Institut des technologies, l’œuvre de l'architecte Tadeusz Obmiński (pl) construit dans les années 1907-1909. Il se trouve au no 5 rue Ostap Nyzhankivski.

## Personnalités liées à l'Académie
- Anatol Vakhnianyne, compositeur et directeur
- Karol Mikuli
- Raoul Koczalski
- Vilém Kurz
- Růžena Kurzová
- Stanisław Skrowaczewski
- Irena Turkevycz-Martynec, élève
- Hanna Havrylets, élève
- Sándor Kallós, élève